# Golfo di Cadice
Il golfo di Cadice (in spagnolo: golfo de Cádiz) è un golfo dell'oceano Atlantico compreso tra cabo de São Vicente in Portogallo e capo Trafalgar ad ovest dello stretto di Gibilterra in Spagna per un totale di circa 320 chilometri.
Diversi fiumi sfociano nel golfo, tra cui il Guadalquivir, il Guadiana, l'Odiel, il Tinto e il Guadalete.
Il golfo è un'area ad elevato rischio sismico e ha subito anche diversi maremoti, come in occasione del terremoto di Lisbona del 1755.